# Batalion „Gozdawa”

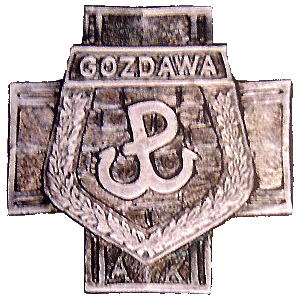

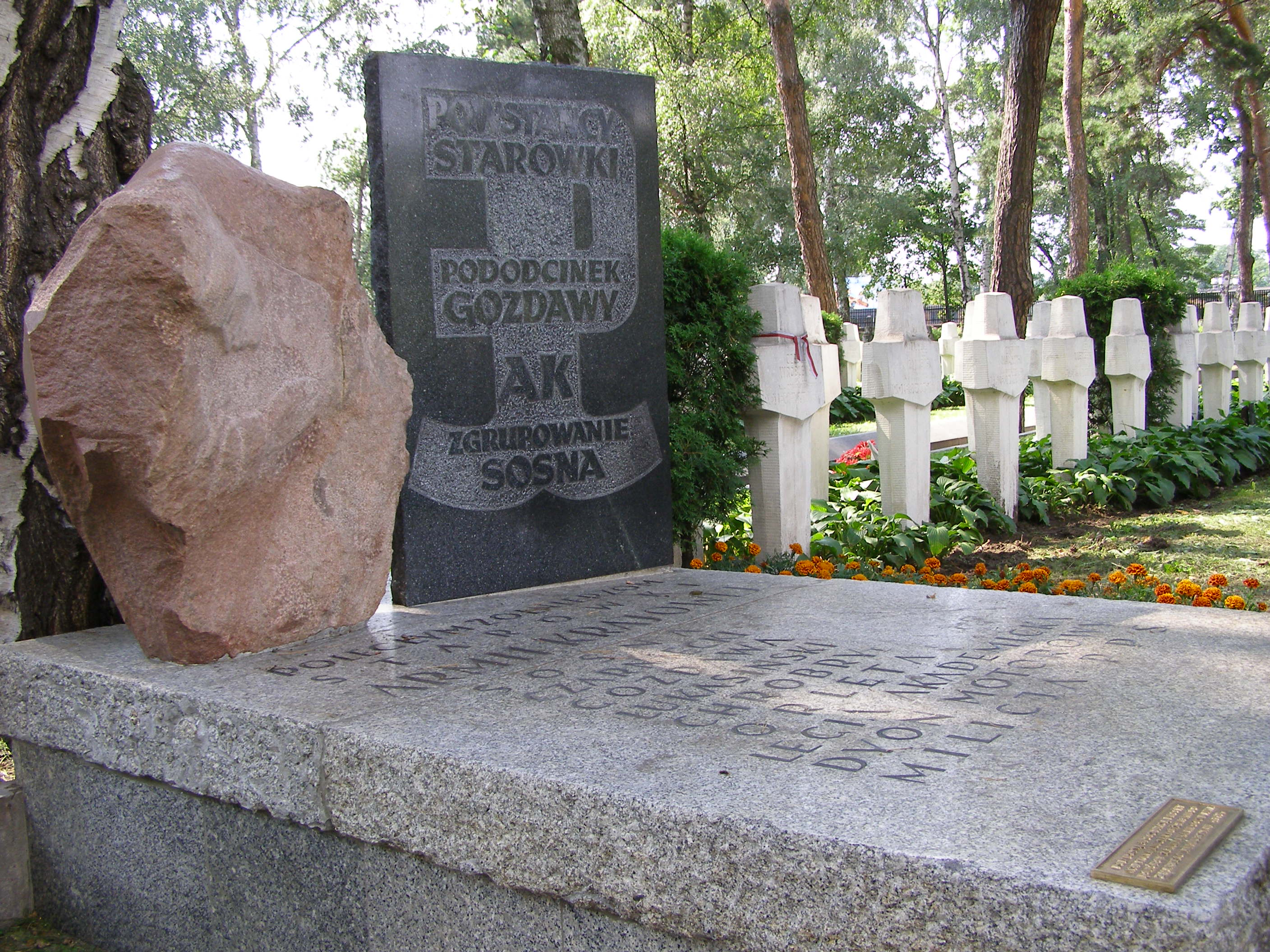
Na Cmentarzu Wojskowym na Powązkach w Warszawie – Poległym żołnierzom Starówki Armii Krajowej

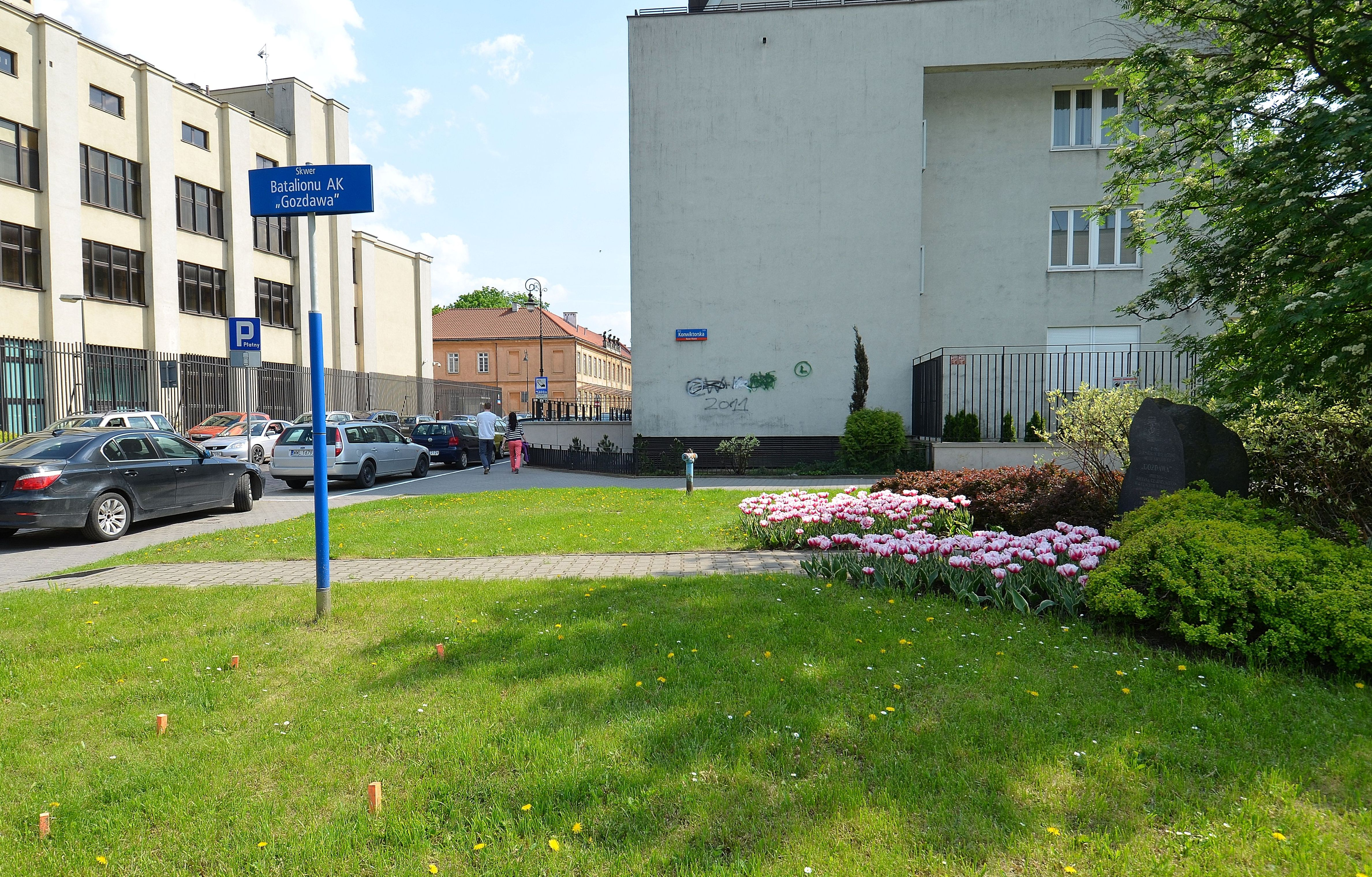
Skwer Batalionu AK „Gozdawa” przy ul. Zakroczymskiej róg Konwiktorskiej, widoczny kamień pamiątkowy

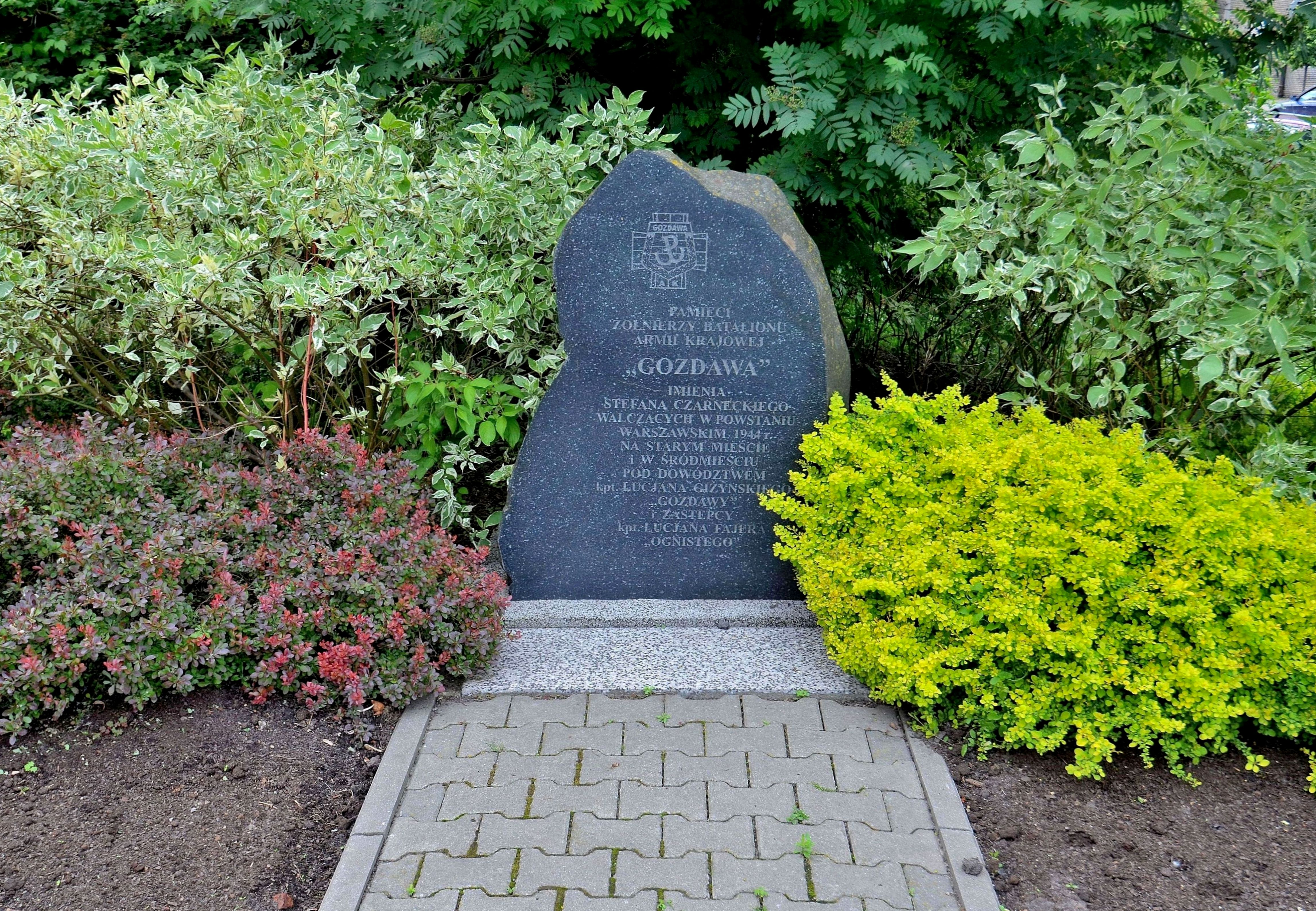
Kamień pamiątkowy

Batalion im. Stefana Czarnieckiego lub batalion „Gozdawa” – oddział bojowy Armii Krajowej walczący w powstaniu warszawskim na Starym Mieście, a od września – w Śródmieściu.

## Historia oddziału
Oddział zaczął się formować już w październiku 1939 w ramach Związku Powstańców Niepodległości w Szpitalu Ujazdowskim w Warszawie oraz Związku Oficerów Rezerwy. Jednak większość struktur oddziału wywodziła się ze środowiska Pragi. Dlatego też początkowo oddział nazywany był „Batalionem praskim”. Prawdopodobnie należał do Armii Podziemnej organizacji „Miecz i Pług”. 
Wiosną 1943 dowództwo batalionu objął kpt. Lucjan Giżyński – „Gozdawa”, od którego batalion wziął swoją popularną nazwę. Zastępcą dowódcy był Lucjan Fajer – ps. „Ognisty”. Wiosną 1944 poprzez włączenie w skład NSZ batalion został scalony z Armią Krajową. Podobno przewidywany był jako II batalion 12 pułku 3 Dywizji Wojskowej Korpusu Służby Bezpieczeństwa, z przeznaczeniem działań policyjnych na ziemiach zachodnich.
Ostatecznie w kwietniu 1944 włączono go w skład Rejonu 4 Obwodu Śródmieście AK. Wówczas uzyskał imię Stefana Czarnieckiego. Podporządkowano go XII Zgrupowaniu AK. 

## Szlak bojowy
Miejscem koncentracji batalionu, 1 sierpnia, był rejon Nowego Miasta. Na kwaterze 4 kompanii (ul. Freta 49, il. Zakroczymska 12, ul. Piwna 13 i ul. Świętojańska 31 stawiło się 111 żołnierzy. Nie przybyło 21 z Pragi. Uzbrojenie kompanii składało się z lkm Bergmann 1kb, 11 pistoletów VIS, 8 granatów ręcznych i 300 sztuk naboi. 5 kompania w składzie 150 żołnierzy zgromadziła się przy ul. Stara 6 w budynku Archiwum Głównym Akt Dawnych, ul. Długiej 24 oraz budynkach poklasztornych oo.Dominikanów przy ul. Freta 10. W trakcie przewożenia broni przez most Kierbedzia zatrzymano i rozstrzelano dwóch żołnierzy kompanii. Udało się jednak przewieźć 2 rkm. 6 kompania w składzie 130 żołnierzy zajmowała kwatery przy ul. Tłomackie 4, Długa 42, Ciasna, Mławska, Daniłowiczowska i okolice pl. Krasińskich. Uzbrojenie kompanii składało się z 2 kbk i 160 sztuk amunicji, 1 pistoletu maszynowego z 40 sztukami amunicji oraz 15 granatów. Przy ul. Długiej 15 zebrała się kompania ckm (nieuzbrojona) oraz kompania sztabowa. Dowództwo zajmowało kwaterę przy ul. Długiej 15 w szkole.
2 sierpnia żołnierze „Gozdawy” brali udział w szturmie na budynek Polskiej Wytwórni Papierów Wartościowych. Bronili pododcinka prowadzącego ulicami: Miodową, Senatorską od Placu Zamkowego przez Plac Teatralny, Bielańską wraz z Bankiem Polskim do ul. Długiej. Krwawe walki toczono m.in. w Pasażu Simonsa, Pałacu Mostowskich oraz Pałacu Blanka.
6 sierpnia, w rocznicę wymarszu Pierwszej Kompanii Kadrowej, żołnierze batalionu wzięli udział w jedynej podczas powstania defiladzie wojsk powstańczych na ulicy Długiej.  
31 sierpnia podjęto nieudaną próbę przebicia do Śródmieścia. 1 września rozpoczęto ewakuację kanałami ze Starego Miasta do północnego Śródmieścia, gdzie toczono ciężkie i krwawe walki – poległo 60% żołnierzy – do momentu kapitulacji powstania.

## Ordre de Bataille batalionu
Według stanu na 30 lipca 1944 stan batalionu przedstawiał się następująco:
Dowództwo
- Dowódca – kpt. piech. Lucjan Giżyński „Gozdawa”;
- Zastępca – kpt. Lucjan Wincenty Fajer „Ognisty”;
- Kwatermistrz – kpt. rez. Tadeusz Zwierzchaczewski „Powierza”;
- Adiutant – por. Julian Głowacki „Ogórek”;
- Oficer informacyjny – st. sierż. Jan Omylski „Kaczorowski”;

Oddziały
- 4 Kompania – dowódca ppor. rez. Józef Jasiński „Wyrwa”; Szef – plut. Józef Bielski ”Czajka Tadeusz”
  - l Pluton – dowódca chor. Kazimierz Latosiński „Robert Bocheński”;
  - II Pluton – dowódca sierż. NN „Zdzisław Pochmurny”;
  - III Pluton – dowódca sierż. NN „Zbyszek Niski”;
- 5 Kompania – ppor. rez. piech. Roman Roth „Jawor”; zastępca – ppor. Jan Sobociński „Korab”; szef – sierż. Franciszek Baran ”Bogdan Leszek”
  - I Pluton – dowódca plut. pchor. Edward Magnuszewski „Sokół”;
  - II Pluton – dowódca plut. Bolesław Kohn „Bolesław Orzeł”;
  - III Pluton – dowódca sierż. NN „Michał Mol”;
- 6 Kompania – dowódca por. Edward Radzikowski „Jar”;
  - I Pluton – dowódca sierż. Władysław Bądkowski „Słowik”;
  - II Pluton – dowódca sierż. Antoni Wronka „Janusz Dreszer”;
  - III Pluton – dowódca plut. Tadeusz Wachołwski „Orzeł II”;
- Kompania sztabowa – dowódca por. Julian Głowacki „Ogórek”;
- Kompania ckm – dowódca kpt. Stanisław Szydziak-Sapuła „Wytyczyński”.

## Upamiętnienie
- Pomnik upamiętniający poległych żołnierzy batalionu „Gozdawa” przy ul. Miodowej.
- Tablica pamiątkowa na ul. Zakroczymskiej (róg Konwiktorskiej).
- Tablica pamiątkowa na budynku Banku Polskiego w Warszawie[3].